# Arrondissement de Méouane

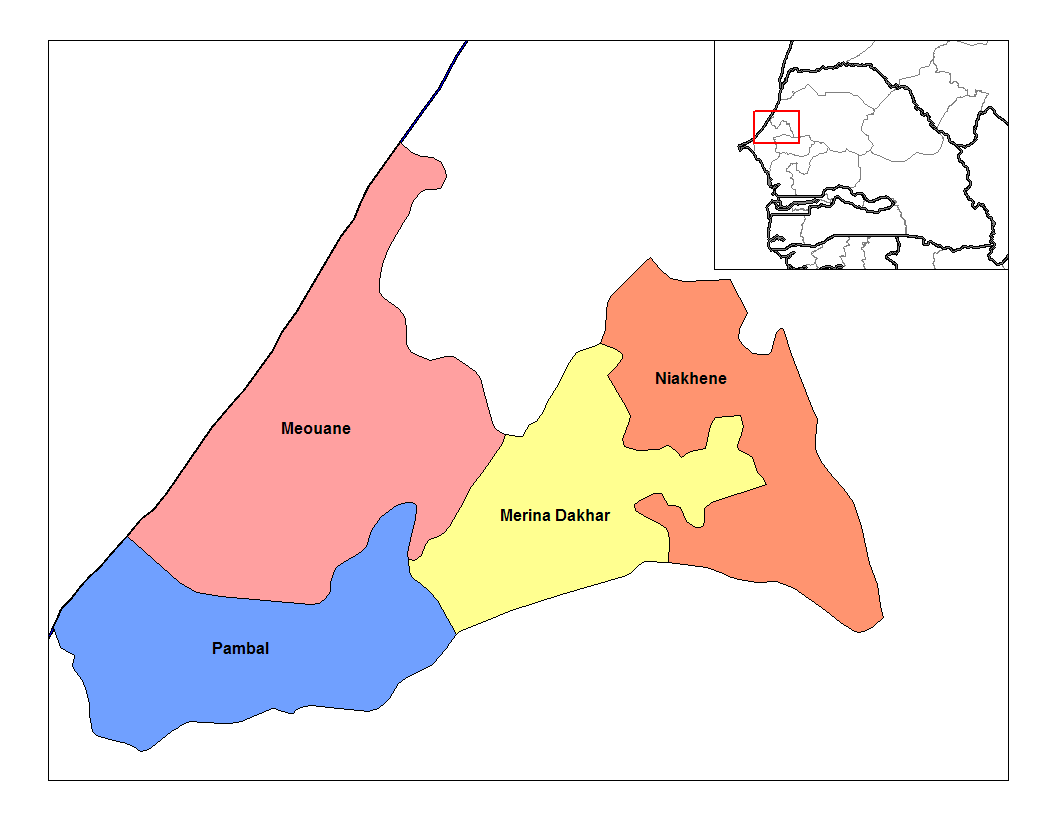
Localisation de l'arrondissement de Méouane (en rose) dans le département de Tivaouane

L'arrondissement de Méouane est l'un des arrondissements du Sénégal. Il est situé dans le département de Tivaouane et la région de Thiès.
Il compte trois communautés rurales :
- Communauté rurale de Méouane
- Communauté rurale de Darou Khoudoss
- Communauté rurale de Taïba Ndiaye

Son chef-lieu est Méouane.